# The Party (2017)
The Party is een Britse film van Sally Potter die werd uitgebracht in 2017. 

## Verhaal
Vijftiger Janet heeft net promotie gemaakt in de Britse politiek. Ze is benoemd tot minister van Volksgezondheid in het schaduwkabinet van de oppositie. Om die promotie te vieren nodigt ze enkele vrienden uit. 
Op de eerste plaats de cynische April en haar man Gottfried, een zonderlinge coach en zelfverklaarde beoefenaar van de energetische geneeskunde. Vervolgens zijn er Martha, nog een goede vriendin van Janet en specialiste genderstudies, en haar jongere en zwangere partner Jinny. Ten slotte is er de knappe bankier Tom die vaag vertelt dat zijn vrouw Marianne wat later zal zijn. Janets echtgenoot Bill maakt het gezelschap compleet.
Bill maakt een slome indruk. Hij zit onderuitgezakt, staart ongeïnteresseerd en leeg voor zich uit terwijl hij het ene na het andere glas wijn drinkt en jazzmuziek beluistert. Janet wisselt stiekem telefoontjes en tekstberichtjes uit met een niet nader genoemde minnaar. 
De jonge Tom is duidelijk opgefokt en sluit zich in de badkamer op waar hij cocaïne snuift, een revolver uithaalt en onderzoekt en zichzelf voor de spiegel opjut. April kleineert Gottfried en maakt hem voortdurend belachelijk. Martha en Jinny kondigen aan dat Jinny een drieling verwacht waarop Bill antwoordt dat hij net vernomen heeft dat hij terminaal is. Daarop moedigt Gottfried Bill aan zijn spirituele capaciteiten aan te boren om een langere levensduur te begunstigen. Martha betuttelt graag haar partner wat Jinny erg kwetst. 
Wanneer Janet opmerkt dat zij zal verzaken aan haar nieuwe functie om Bill bij te staan tijdens zijn laatste weken vertelt Bill haar dat hij haar verlaat om die tijd door te brengen met Marianne.
Het feest degenereert altijd maar voort en ontspoort finaal. 

## Rolverdeling
| Acteur               | Personage                                                                                          |
| -------------------- | -------------------------------------------------------------------------------------------------- |
| Kristin Scott Thomas | Janet, een idealistische politica                                                                  |
| Timothy Spall        | Bill, de man van Janet en een atheïstische en materialistische professor                           |
| Cillian Murphy       | Tom, werkzaam in de bankwereld en de echtgenoot van Marianne, een ondergeschikte collega van Janet |
| Patricia Clarkson    | April, de beste vriendin van Janet, cynisch en realistisch                                         |
| Bruno Ganz           | Gottfried, de zonderlinge vriend van April, een pseudowetenschappelijke genezer                    |
| Emily Mortimer       | Jinny, de zwangere partner van Martha                                                              |
| Cherry Jones         | Martha, de partner van Jinny en de vriendin van Janet, en professor genderstudies                  |